# Introspektion
Introspektion betyder bogstaveligt talt at undersøge (-spektion) indad (intro-). Mere specifikt henviser introspektion til det at iagttage sig selv, specielt det der foregår i ens bevidsthed, f.eks. hvordan man opfatter ting og hvordan man reagerer følelsesmæssigt på forskellige stimuli.
Introspektion er en vigtig bestanddel af visse psykologiske undersøgelsesmetoder, f.eks. psykoanalysen og Wilhelm Wundts eksperimentelle psykologi.
Indenfor fænomenologien spiller introspektion også en væsentlig rolle, da man inden for denne filosofiske retning kun kan få viden om fænomener ved at studere sin egen bevidsthed.
| filosofi | Spire Denne filosofiartikel er en spire som bør udbygges. Du er velkommen til at hjælpe Wikipedia ved at udvide den. |

| Psykiatri | Spire Denne artikel om psykiatri er en spire som bør udbygges. Du er velkommen til at hjælpe Wikipedia ved at udvide den. |